# Articulata (Crinoidea)
Az Articulata alosztály a tengerililiomok egyetlen ma élő alosztálya. 540 fajuk ismert.[forrás?]

## Rendszerezés
- Bourgueticrinida
  - Bathycrinidae
- Comatulida
  - Antedonidae
  - Atelecrinidae
  - Charitometridae
  - Colobometridae
  - Comasteridae
  - Pentametrocrinidae
  - Tropiometridae